# Studios Townhouse
Les studios Townhouse, The Town House ou Townhouse Studios en anglais, sont situés au 150 Goldhawk Road, dans le quartier de Hammersmith et Fulham à Londres. Ils se trouvent sur une route principale, à l'extrémité ouest du centre de Londres.
Créés par Richard Branson fondateur de Virgin Records en 1978, ils sont aménagés dans les anciens studios de télévision "Goldhawk Film Sound Studios". Ils sont plus tard rachetés par EMI en 1992, puis par Sanctuary Records en 2002. Le bâtiment comprend trois studios appelés 1, 2... et 4! et une salle de masterisation ("Writing Room") séparée. La bizarre numérotation est due à ce que l’aménagement du studio 4 ait été faite après le rachat aux Who des Studios Ramport à  Battersea et déjà nommés par Virgin Records "studio trois".
Le studio n°2 surnommé "the stone room" a été conçus par Tom Hidley comme un studio naturellement très réverbérant, très haut de plafond et aux murs de (très grosses) pierres. En 1978, il est un des premiers studios d’Angleterre à être équipé d'une console SSL (SL 4000 B Series) . Inutilisé il a failli être réaménagé quand Phil Collins, utilisant cette salle inoccupée pour répéter, et Hugh Padgham l'ingénieur du son de Peter Gabriel, y ont accidentellement découvert l'effet "Drum gate"  immédiatement adopté par le producteur Steve Lillywhite pour le troisième album de Peter Gabriel qu'ils étaient en train d'enregistrer dans le studio 1. 
« Townhouse » ou « house in town » signifie en anglais historiquement « résidence des pairs » ou des membres de l'aristocratie dans une capitale ou ville majeure.
Les principaux studios ferment leurs portes en septembre 2006, mais la salle de masterisation est maintenue. Début 2007, les studios rouvrent entièrement, jusqu'à la fin du mois de mars 2008. Depuis cette date, les studios Townhouse n'existent plus, c'est aujourd'hui, un complexe d'appartements de luxe. 
Quelques artistes ayant enregistré aux studios : Beyonce, Björk, Blur, Bob Dylan, Bryan Ferry, Coldplay, Def Leppard, Duran Duran, Elton John, Envy & Other Sins, Frank Zappa, Muse, Jennifer Lopez, Kylie Minogue, Oasis, Phil Collins, Placebo, Prince, Queen, Robbie Williams, Stevie Wonder, Suede, The Jam, The Sex Pistols ou Tina Turner.
Us, l'album de Peter Gabriel sorti en 1992 a été masterisé dans ces studios.